# Джури (серія книг)
«Джури» — історична тетралогія для дітей українського письменника Володимира Рутківського про добу перших козаків, за яку автор отримав Шевченківську премію 2012 року.

## Книги серії

### Синопсис
Імена Северина Наливайка, Богдана Хмельницького, Івана Мазепи відомі. А ким були найперші козаки? Звідкіля вони взялися? На ці запитання дає відповідь новий гостросюжетний історичний роман Володимира Рутківського — сучасного українського дитячого письменника. Грицикові дивовижні герої та розумні ідеї, малий волхв Санько, що подорожував разом з Грициком, юний богатир Демко Дурна Сила, який не боявся нікого та нічого, крім діда Кібчика, його мама-велетка, що в бою була на рівні з козаками, невловимий козак Швайка зі своїм вірним вовком Барвінком, що кожного разу повертався до села з новим досягненням, і їхні численні друзі з честю виходять із найскладніших ситуацій. А небезпека чигає на кожному кроці, а, надто, коли ти зважився підняти шаблю на могутню татарську орду, а за твоєю спиною — майже нікого…
Ілюстратор серії — Максим Паленко.

### Список книг
- «Джури козака Швайки» (роман, 2007 рік, Київ: АБАБАГАЛАМАГА),
- «Джури-характерники» (роман, 2009 рік), Київ: АБАБАГАЛАМАГА),
- «Джури і підводний човен» (роман, 2010 рік, Київ: АБАБАГАЛАМАГА)
- «Джури і Кудлатик» (роман, 2015 рік, Київ: АБАБАГАЛАМАГА);

## Екранізації
У 2016 році за романом «Джури козака Швайки» заплановано створити однойменний фільм. Сценарій було написано Ірен Роздобудько за участю Володимира Рутківського. Права на екранізацію твору придбала компанія «Стар Медія». Виробництвом фільму займаються продюсери Галина Храпко та Влад Ряшин, режисер-постановник — Анатолій Григор'єв, оператор — Олександр Кришталович.
Історично-пригодницький «екшн» патріотичного направлення, з елементами містики та детективу, зніматимуть в описаних твором місцевостях — селі Витачів, на Побужжі, в «Бузькому Гарді», Миколаївському, Карпатському, Нижньосульському національних природніх парках.